# Eric Vanderaerden
Eric Vanderaerden (* Herk-de-Stad, 11 de fevereiro de 1962). Foi um ciclista belga, profissional entre 1983 e 1996, cujos maiores sucessos desportivos conseguiu-os no Tour de France onde obteve cinco vitórias de etapa, e na Volta a Espanha onde conseguiria três vitórias de etapa.

## Palmarés
| 1982 - Tour de Valônia - Flecha das Ardenas 1983 - 1 etapa do Tour de France - 2 etapas da Volta a Espanha - 2 etapas da Paris-Nice - 2 etapas do Grande Prêmio de Midi Livre - 1 etapa do Tour de l'Aude 1984 - 2 etapas do Tour de France - Campeonato da Bélgica em Estrada - Paris-Bruxelas - 3 etapas da Volta à Suíça - 1 etapa da Volta aos Países Baixos - 2 etapas dos Três dias de Bruges–De Panne - 2 etapas dos Quatro Dias de Dunquerque 1985 - 2 etapas do Tour de France - Gante-Wevelgem - Volta à Flandres - 1 etapa da Volta à Suíça - Volta aos Países Baixos, mais 2 etapas - G. P. Eddy Merckx - 2 etapas dos Três dias de Bruges–De Panne - 2 etapas do Tour do Mediterrâneo - 1 etapa da Tirreno-Adriático - 1 etapa da Étoile de Bessèges - Tour de Limburgo 1986 - Três dias de Bruges–De Panne, mais 1 etapa - Através de Flandres - E3-Prijs Harelbeke - 1 etapa da Volta aos Países Baixos - Ache-Ingooigem - Classificação por pontos do Tour de France 1987 - Paris-Roubaix - G.P. Eddy Merckx - Três dias de Bruges–De Panne, mais 3 etapas - 1 etapa do Tour do Mediterrâneo - 1 etapa da Volta à Dinamarca | 1988 - Três dias de Bruges–De Panne, mais 2 etapas - Tour de Limburgo - 1 etapa da Tirreno-Adriático - 2 etapas dos Quatro Dias de Dunquerque 1989 - Grande Prêmio Raymond Impanis - Três dias de Bruges–De Panne, mais 2 etapas - Tour de Irlanda, mais 4 etapas - Tour DuPont, mais 4 etapas - 2 etapas da Volta a Burgos - 1 etapa da Semana Siciliana - 1 etapa do Tour de Luxemburgo - 1 etapa da Volta aos Países Baixos - 1 etapa da Volta à Suíça - 1 etapa da Volta a Andaluzia 1990 - 1 etapa da Tirreno-Adriatico - 2 etapas da Étoile de Bessèges - 1 etapa dos Três dias de Bruges–De Panne - 1 etapa do Tour de Luxemburgo - 1 etapa da Volta aos Países Baixos 1991 - Através de Flandres - 1 etapa da Volta à Comunidade Valenciana - 1 etapa do Tour de Luxemburgo - 1 etapa do Tour de Irlanda 1992 - 1 etapa da Volta a Espanha - 1 etapa do Tour de Irlanda 1993 - Três dias de Bruges–De Panne - 1 etapa da Étoile de Bessèges |

## Resultados em Grandes Voltas e Campeonatos do Mundo
| Carreira           | 1983 | 1984 | 1985 | 1986 | 1987 | 1988 | 1989 | 1990 | 1991 | 1992 | 1993 | 1994 | 1995 | 1996 |
| ------------------ | ---- | ---- | ---- | ---- | ---- | ---- | ---- | ---- | ---- | ---- | ---- | ---- | ---- | ---- |
| Giro d'Italia      | -    | -    | -    | 124º | -    | 75º  | -    | -    | -    | -    | -    | Ab.  | -    | -    |
| Tour de France     | Ab.  | 90º  | 87º  | 125º | -    | Ab.  | Ab.  | Ab.  | 127º | Ab.  | Ab.  | -    | Ab.  | -    |
| Volta a Espanha    | Ab.  | -    | -    | -    | -    | -    | -    | -    | 102º | 132º | -    | 116º | -    | -    |
| Mundial em Estrada | -    | -    | -    | -    | 14º  | -    | -    | -    | -    | -    | -    | -    | -    | -    |